# 老虎出更2
《老虎出更2》（英語：Tiger on the Beat2）是1990年上映的一部香港動作喜劇電影，為老虎出更的續集，並再次由劉家良執導，李修賢、李元霸及陳雅倫主演。

## 劇情
警員林益年（李修賢 飾）當警察多年還是一名散仔，心有不滿，此時林的外甥水牛（李元霸 飾）在美國回來，但他因在酒吧裏說名邂逅的席夢思，而令林和水牛陷入一個軍火交易的罪行...

## 角色
| 演員   | 角色      | 備註       |
| 李修賢 | 林益年    | 散仔       |
| 李元霸 | 水牛      | 林益年外甥 |
| 陳雅倫 | 海倫      |            |
| 劉家輝 | 輝哥      | 黑幫老大   |
| 張耀揚 | Fai's Man | 輝哥手下   |
| 徐少強 | 徐sir     | 警察局長   |
| 黃霑   | 黃sir     | 警官       |
| 李殿朗 | 大姐明    | 海倫好友   |

## 外部連結
- 香港影庫上《老虎出更2》的資料（繁體中文）
- 開眼電影網上《老虎出差2》的資料（繁體中文）
- 时光网上《老虎出更2》的資料（简体中文）
- 豆瓣电影上《老虎出更2》的資料 （简体中文）
- AllMovie上《老虎出更2》的资料（英文）
- 互联网电影数据库（IMDb）上《老虎出更2》的资料（英文）
- 爛番茄上《老虎出更2》的資料（英文）